# 有殼亞門
有殼亞門（學名：Conchifera）是動物界軟體動物門之下的一個仍未有共識的亞門級支序，該分類元常見於19世紀的文獻當中，目前被處理為雙殼綱的同物異名。
本分類元於1878年由Gegenbaur建立，包含了軟體動物門中除溝腹綱（Solenogastres）和尾腔綱（Caudofoveates）以外的其他所有綱。包含單板綱（Monoplacophora）、腹足綱（Gastropoda）、掘足綱（Scaphopoda）、頭足綱（Cephalopoda）、雙殼綱（Bivalvia）、喙殼綱（Rostroconchia）及太陽女神螺綱（Helcionelloida），與雙神經亞門（Aculifera）同級。